# Yogyakarta speciális terület
Yogyakarta egyike Indonézia négy speciális státusszal rendelkező tartományának a 33 közül. Yogyakarta autonóm tartomány, Jáva szigetén. Yogyakarta tartomány fővárosa Yogyakarta város.
Yogyakarta történelmileg és kulturálisan része Közép-Jáva régiónak, annak ellenére, hogy ma már egy külön közigazgatási egység. Ez az egyetlen régió Indonéziában, ahol még mindig alkotmányos monarchia az államforma. A szultán a régió örökös kormányzója.
Yogyakarta holland neve Djokjakarta.

## Fekvés és földrajz
Yogyakarta területe 3 133,15 négyzetkilométer. Yogyakarta Jáva szigetén fekszik, azon belül is Közép-Jáva régióban.

## Etnikai, nyelvi, vallási megoszlás
Yogyakarta lakosságának 96,82 százaléka jávai származású. A lakosság kb. 0,56 százaléka szundai, 0,32 százalék pedig valamilyen más népcsoporthoz tartozik. A lakosság 91,4 százaléka iszlám. A lakosság kb. 8,3 százaléka (kb. 300 ezer fő) keresztény. A hinduisták és a buddhisták együttesen is csak a lakosság 0,3 százalékát teszik ki. A vallástalanok és a többi vallás hívei mindössze pár százan vannak. Yogyakartában a Mataram jávai és az indonéz nyelveket beszélik (mindkettő hivatalos).